# スリム・ピケンズ
スリム・ピケンズ（Slim Pickens 1919年6月29日 - 1983年12月8日）、本名ルイス・バートン・リンドレイ・ジュニア(Louis Burton Lindley, Jr.)は、アメリカの俳優、ロデオパフォーマー。しばしば「尊大でタフで皮肉屋なカウボーイ」というキャラクターを演じた。また『博士の異常な愛情』や『ブレージングサドル』などコメディ映画、テレビ映画などへの出演も多い。声優としてナレーションの吹き込みなども行なっている。

## 略歴

### 若年期
スリム・ピケンズことルイス・バートン・リンドレイ・ジュニアは、カリフォルニア州キングスバーグにて、母サリー・モーシャー(Sally Mosher)と父ルイス・バート・リンドレイ・シニア(Louis Bert Lindley, Sr)の間に生を受けた。彼は4歳の頃から乗馬を始め、12歳になる頃にはロデオを始める為に学校を退学した。周囲からはロデオを始めた事について「ほんの少しの金(slim pickings)」が欲しいのだろうと言われていたが、彼はやがて有名なロデオ・クラウンとなった。また、slim pickingsの語は後に彼が名乗る芸名の元となった。
20年以上ロデオ・サーキットで務めた後、俳優としてのオファーがあった。彼が話す独特な（カリフォルニア生まれであったにもかかわらず）オクラホマ・テキサス訛りの英語や幅広の目、丸い輪郭などの特徴が好まれ、1950年にエロール・フリンが主演した西部劇『勇魂よ永遠に』（原題：Rocky Mountain）に出演した。彼はレックス・アレンのように悪役や主人公側の相棒などの様々な役回りで多くの西部劇に出演した。

### 映画俳優として
その後、ピケンズは西部劇やコメディを中心にいくつもの映画へ出演を果たす事になるが、最も注目されたのはスタンリー・キューブリックが監督したブラック・コメディ映画『博士の異常な愛情』でのB-52爆撃機の操縦士T・J・"キング"・コング少佐(T.J. "King" Kong)であろう。
ピケンズは後に、コング少佐こそが自らのキャリアにおけるターニングポイントであったと認めている。例えば撮影現場で以前は「おい、あんた」(Hey you)と呼ばれていたのに、『博士』出演後は「ピケンズさん」(Mr. Pickens)と呼ばれるようになったという。彼は「『博士』に出演してからというもの、役柄とか楽屋とか、とにかく何もかもが大きいものになった訳だ」と語っている。ピケンズはまた、キューブリックが手がける『博士』の撮影がそれまで出演した映画と大きく異なった事に驚いていたという。実際、コング少佐が投下される水爆に跨ってロデオのように掛け声を上げてカウボーイハットを振り回す有名なシーンは100回以上撮り直されたという。
1970年代後半、ピケンズは映画『シャイニング』のディック・ハロラン料理長役のオファーを受けたが、ピケンズ側は自分の出演シーンの撮り直しを100回未満に抑えよという要求を上げた。この点での同意が得られなかった為、ピケンズのエージェントはスキャットマン・クローザースのエージェントに台本を回した。結局、実際の撮影ではクローザースがハロラン役を演じた。

### 受賞
1982年、ピケンズはオクラホマシティのカウボーイ・アンド・ウェスタン・ヘリテージ博物館にて、ウェスタン・パフォーマーとして殿堂入りした。またコロラド・スプリングスのプロ・ロデオ・カウボーイ・ホールでは、ロデオ・クラウンとしての殿堂入りを果たしている。

### 私生活
晩年はカリフォルニア州トゥオルミ郡コロンビアにて妻とともに過ごした。彼は双発機の民間パイロットの資格を持っており、飛行の際には『博士』のコング少佐と同じく米空軍の飛行服とカウボーイハットを身に着けていたという。1983年12月8日、脳腫瘍の手術を受けた後に死去した。
なお、弟のサミュエル・T・リンドレイもイージー・ピケンズの芸名で俳優活動を行なっている。サム・ペキンパーが監督した『砂漠の流れ者/ケーブル・ホーグのバラード』では、兄弟での共演を果たしている。

## 主な出演作
| 公開年 | 邦題 原題 | 役名                             | 備考       |
| ------ | --- | -------------------------------- | ---------- |
| 1953   | 太陽は光り輝く The Sun Shines Bright | スターリング                     |            |
| 1954   | 西部の掟 The Boy from Oklahoma | ショーティー                     |            |
| 1955   | サンタフェへの道 Santa Fe Passage | サム・ビークマン                 |            |
| 1955   | アラモの砦 The Last Command | エイブ                           |            |
| 1956   | 機関車大追跡 The Great Locomotive Chase | ピート・ブラッケン               |            |
| 1958   | 縄張り The Sheepman | 保安官                           |            |
| 1961   | 片目のジャック One-Eyed Jacks | ロン・デドリック                 |            |
| 1961   | 独立騎兵隊 A Thunder of Drums | Erschick                         |            |
| 1964   | 博士の異常な愛情 または私は如何にして心配するのを止めて水爆を愛するようになったか Dr. Strangelove or: How I Learned to Stop Worrying and Love the Bomb | キング・コング少佐               |            |
| 1965   | ダンディー少佐 Major Dundee | ワイリー                         |            |
| 1965   | 危険な道 In Harm's Way | Culpepper                        |            |
| 1965   | 渚のたたかい Up from the Beach | 大佐                             |            |
| 1966   | 駅馬車 Stagecoach | バック                           |            |
| 1966   | 復讐のガンファイター An Eye for an Eye | アイク                           |            |
| 1967   | ジェリコ Rough Night in Jericho | ヤーボロー                       |            |
| 1967   | 恋とペテンと青空と The Flim-Flam Man | ジャーヴィス・ベイツ             |            |
| 1968   | ウィル・ペニー Will Penny | アイク                           |            |
| 1968   | 怪盗大旋風 Never a Dull Moment | カウボーイ・シェーファー         |            |
| 1968   | 猛将カスター The Legend of Custer | カリフォルニア・ジョー・ミルナー |            |
| 1969   | 逆襲死の谷 The Desperate Mission | スリーフィンガー・ジャック       | テレビ映画 |
| 1969   | 80歩大行進 80 Steps to Jonah | スコット                         |            |
| 1969   | シシリー要塞異常なし Rosolino Paternò, soldato... | マックスウェル将軍               |            |
| 1970   | 砂漠の流れ者/ケーブル・ホーグのバラード The Ballad of Cable Hogue                                                                                      | ベン・フェアチャイルド           |            |
| 1971   | デザーター/特攻騎兵隊 The Deserter | タティンジャー                   |            |
| 1972   | 11人のカウボーイ The Cowboys | アンセ                           |            |
| 1972   | ロデオに生命を賭けた男 The Honkers | クレート                         |            |
| 1972   | ゲッタウェイ The Getaway | トラックのカウボーイ             |            |
| 1973   | ビリー・ザ・キッド/21才の生涯 Pat Garrett & Billy the Kid                                                                                              | ベイカー保安官                   |            |
| 1974   | ブレージングサドル Blazing Saddles | タガート                         |            |
| 1975   | 荒野にさすらう若者たち Rancho Deluxe | ヘンリー・ベイジェ               |            |
| 1975   | チビッ子ギャング台風 The Apple Dumpling Gang | フランク・スティルウェル         |            |
| 1975   | 爆走トラック'76 White Line Fever | デュエイン・ホーラー             |            |
| 1975   | 愛のメダリスト Babe | マコムズ監督                     | テレビ映画 |
| 1976   | ハンプス Hawmps! | タッカー                         |            |
| 1977   | Mr.ビリオン Mr. Billion | ホーキンス                       |            |
| 1977   | ホワイト・バッファロー The White Buffalo | アベル・ピックニー               |            |
| 1977   | チカラ The Shadow of Chikara | ヴァージル・ケイン               |            |
| 1978   | スウォーム The Swarm | ジャド・ホーキンス               |            |
| 1979   | ポセイドン・アドベンチャー2 Beyond the Poseidon Adventure                                                                                              | テックス                         |            |
| 1979   | 1941 | ホリス・P・ウッド                |            |
| 1979   | ブラックホール The Black Hole | B.O.B.                           | 声         |
| 1980   | 白銀に賭ける恋 Swan Song | ジョージ                         | テレビ映画 |
| 1980   | トム・ホーン Tom Horn | サム・クリードモア               |            |
| 1980   | 忍冬の花のように Honeysuckle Rose | ガーランド・ラムゼイ             |            |
| 1981   | ハウリング The Howling | サム・ニューフィールド           |            |